# Michał Hapluchir
Michał Hapluchir lub Hapluchejr – poeta bizantyński, żyjący u schyłku XII wieku, autor poematu Dramat.
Michał Hapluchir żył pod koniec XII wieku, przez całe życie cierpiał biedę, na którą uskarża się w swym poemacie. Jest autorem, napisanego trymetrem, liczącego sobie 122 wersy, poematu Dramat (Dramátion). W utworze Hapluchira występują: chłop, mędrzec, Los, muzy i chór. Chłop wygłasza pochwałę bogini szczęścia i muz. Uczony przeklina je natomiast jako nieużyteczne w biedzie. Dramat naśladuje wcześniejszy krótki wiersz Jana Tzetzesa na ten sam temat.